# IM-1
IM-1 — американська космічна місія, в ході якої місячний посадковий модуль «Odysseus» здійснив посадку на Місяць. Це перша успішна місія програми Commercial Lunar Payload Services (LPS) і перша посадка на Місяць, здійснена приватною фірмою і перша посадка на Місяць американського апарата за понад пів століття після «Аполлона-17» у 1972 році. 

## Історія
Місячний посадковий модуль «Odysseus» спроєктувала та побудувала американська аерокосмічна компанія Intuitive Machines. 

## Наукове навантаження
Місячний посадковий модуль «Odysseus» має на борту шість приладів, розроблених NASA, а також інші додаткові вантажі для комерційних замовників і для освітніх задач. В тому числі, «Odysseus» був обладнаний лазерними далекомірами, які мали надавати апарату дані про висоту та горизонтальну швидкість під час спуску, експериментальним приладом LIDAR, системою камер EagleCam, створених студентами Аеронавігаційного університету Ембрі-Ріддл та іншими науковими приладами.

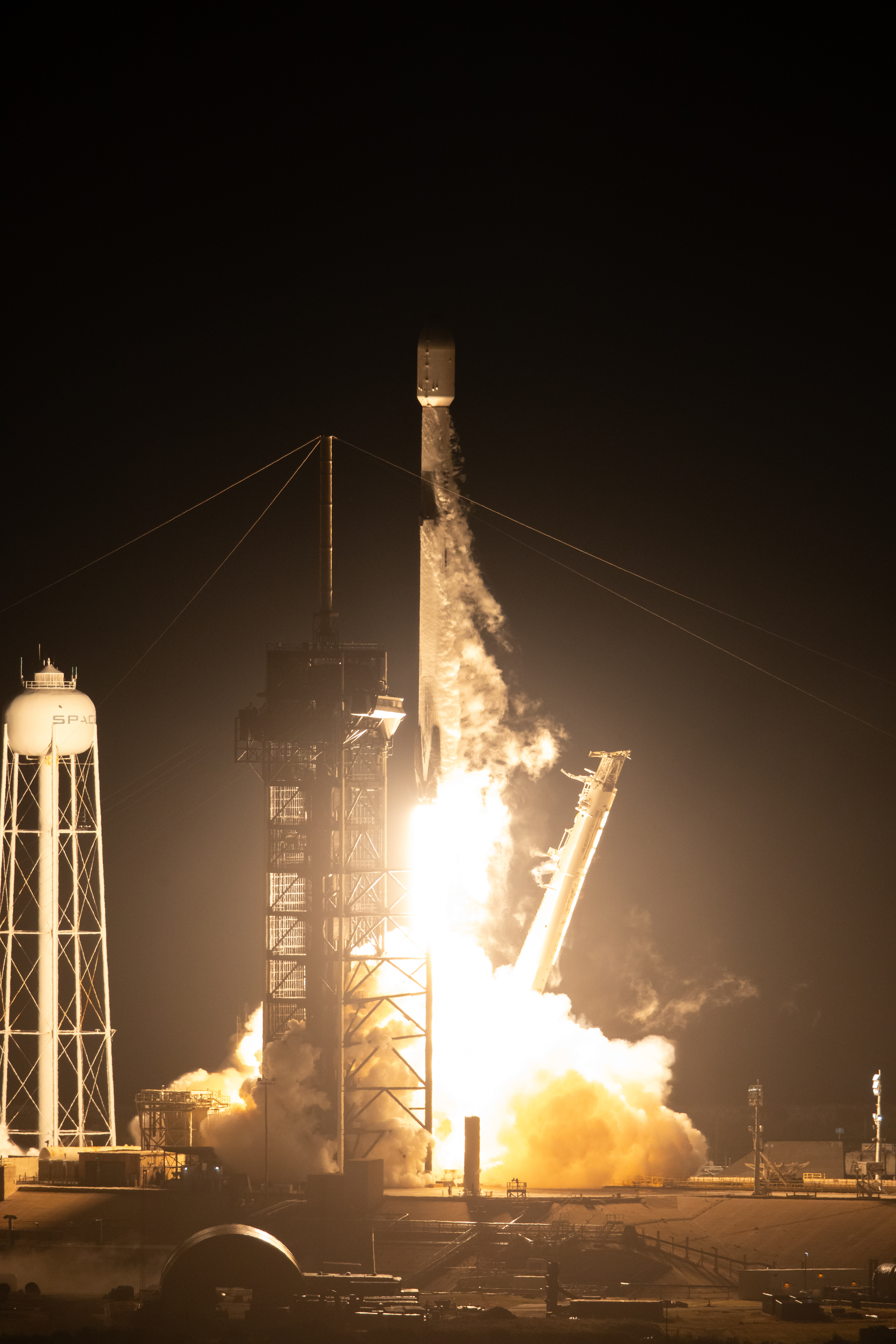
Falcon 9 Block 5 запускається зі стартового комплексу 39A Космічного центру Кеннеді.

## Місія

### Запуск
15 лютого 2024 року, ракета-носій Falcon 9 Block 5 з «Odysseus» стартувала з пускового комплексу 39A Космічного центру Кеннеді о 06:05 UTC. Спочатку запуск планувався на 13 лютого, але SpaceX відклала запуск через повідомлення про технічну проблему з паливом, завантаженим на посадковий модуль.

### Політ
Після успішного запуску, місячний модуль «Odysseus» за допомогою ракети-носія Falcon 9 Block 5 досягнув орбіти Місяця за шість днів.

### Посадка
22 лютого 2024 року, о 23:11 UTC, місячний модуль «Odysseus» розпочав посадку на Місяць і о 23:23 UTC здійснив посадку на його поверхню поблизу кратера Малаперта А — області Місяця, яка містить водяний лід. Диспетчери підтвердили, що вони отримували слабкий зв'язок від посадкового модуля. Через дві години вони підтвердили, що він у вертикальному положенні. Місцем посадки став кратер Малаперт-А, близько 30 км від південного полюса Місяця. «Odysseus» став першим американським космічним кораблем, який висадився на Місяць після місії «Аполлон-17» у 1972 році, першим успішним комерційним апаратом для посадки на Місяць і першим, який здійснив це з використанням кріогенного палива.
Разом з тим, компанія Intuitive Machines, яка розробила посадковий модуль «Odysseus», все ж таки визнала, що відмовилася від передпускових тестів системи, щоб заощадити час і кошти. Це рішення призвело до відмови дальномерів. Помилка була виявлена за кілька годин до посадки, змусила диспетчерів імпровізувати. В результаті «Odysseus» зачепився за нерівності місячної поверхні і опинився на боці.
28 лютого 2024 року, компанія Intuitive Machines повідомила, що з перших фото, які все ж вдалося отримати від апарата після приземлення, стало відомо, що під час посадки «Odysseus» пошкодив шасі. «Ми вдарилися сильніше, і на цьому шляху трохи забуксували. Основне навантаження взяли на себе шасі, і ми зламали одну або дві, можливо, ноги шасі», — повідомив під час брифінгу генеральний директор і співзасновник Intuitive Machines Стів Альтемус.

### Дослідження
Згідно повідомлення в ході пресконференції NASA, очікується, що наукові прилади на борту посадкового модуля за найоптимістичнішого сценарію зможуть працювати близько дев'яти або 10 днів до настання сутінків на Місяці.
28 лютого 2024 року, команда Intuitive Machines отримала від місячного посадкового модуля Nova-C «Odysseus» ще три чіткі фотографії поверхні Місяця. Найімовірніше, це останні отримані від «Odysseus» зображення, оскільки заряд бортових акумуляторів модуля закінчується. Інженери повідомили, що батареї протрималися на 10-20 годин довше очікуваного. Проте у команди залишається надія на скидання відокремлюваної камери EagleCam, яка зможе передати додаткові знімки поверхні Місяця.
1 березня 2024 року, команда Intuitive Machines вимкнула «Odysseus» перед настанням довгої холодної ночі на Місяці. Однак це вимкнення на холодну місячну ніч може виявитися, так би мовити, «сплячим режимом» для посадкового модуля, який команда місії назвала Odie і команда сподівається все ж таки розбудити його, коли настане сонячний полудень приблизно через три тижні.

### Завершення місії
23 березня 2024 року, за повідомленням компанії Intuitive Machines, роботизований місячний апарат «Odysseus» завершив свою місію, адже спроби відновити зв'язок з апаратом після закінчення місячної ночі виявилися марними. «Це підтверджує, що Оді згас назавжди після того, як закарбував свою спадщину в історії як перший комерційний місячний корабель, що здійснив посадку на Місяць», – зазначили в компанії.